# Stanisław Pawlak (dyplomata)
Stanisław Michał Pawlak (ur. 27 września 1933 w Kaliszu) – polski dyplomata, profesor nauk humanistycznych, specjalista prawa międzynarodowego, ambasador w Kanadzie (1978–1983), przy Organizacji Narodów Zjednoczonych w Nowym Jorku (1989–1991), Syrii (1996–2001), sędzia Międzynarodowego Trybunału Prawa Morza (2005–2023).

## Życiorys
W 1951 ukończył I Liceum Ogólnokształcące im. Adama Asnyka w Kaliszu, następnie studia prawnicze na Uniwersytecie Warszawskim w 1955. W latach 1948–1955 był członkiem ZMP, od 1952 należał do PZPR. W 1967 uzyskał na UW stopień doktora nauk prawnych, w 1973 doktora habilitowanego nauk politycznych, a w 2002 otrzymał tytuł naukowy profesora nauk humanistycznych.
Od 1955 do 2005 pracownik Ministerstwa Spraw Zagranicznych. Członek Misji Polskiej do Komisji Nadzorczej Państw Neutralnych w Korei (1956–1958), attaché i II sekretarz w ambasadzie w Tokio (1958–1963), zastępca szefa polskiej delegacji w Międzynarodowej Komisji Nadzoru i Kontroli w Sajgonie (1965–1966), I sekretarz w ambasadzie w Waszyngtonie (1967–1970). Pełnił liczne funkcje, m.in. wicedyrektor Sekretariatu Ministra (1973–1975), dyrektor Departamentu Organizacji Międzynarodowych MSZ (1975–1978), ambasador w Kanadzie (1978–1983), dyrektor Departamentu Prawno-Traktatowego (1983–1986) i ponownie Departamentu Organizacji Międzynarodowych (1986–1989), stały przedstawiciel Polski przy ONZ (1989–1991), wicedyrektor Departamentu Prawno-Traktatowego (do 1996). Na zakończenie kariery dyplomatycznej pełnił misję ambasadora RP w Syrii i Jordanii (1996 – 15 sierpnia 2001). Od 2002 ambasador tytularny. 
W latach 2001–2005 doradca ds. międzynarodowych prezydenta RP Aleksandra Kwaśniewskiego.
Przedstawiciel Polski (członek delegacji) na Zgromadzeniach Ogólnych ONZ w Nowym Jorku w latach 1973–1978, 1983–1990, 2002–2005.
Profesor w Instytucie Stosunków Międzynarodowych Uniwersytetu Warszawskiego, gdzie wykładał od 1974, po 2001 jako pracownik nieetatowy, od 2013 profesor emeryt. Jego zainteresowania naukowe i dydaktyczne obejmują prawo międzynarodowe publiczne, terroryzm międzynarodowy oraz prawnomiędzynarodowe aspekty kwestii mniejszości narodowych.
Dziekan Wydziału Administracji i Zarządzania w Wyższej Szkole Informatyki, Zarządzania i Administracji w Warszawie.
Członek Komisji Prawa Międzynarodowego (1987–1991), Rady Legislacyjnej (1983–1989), Rady PISM (1983–1989). Członek Komisji Prawa Morskiego Polskiej Akademii Nauk. Zasiadał w Radzie Fundacji Aleksandra Kwaśniewskiego „Amicus Europae”.
Od 1 października 2005 sędzia Międzynarodowego Trybunału Prawa Morza w Hamburgu. W 2014 wybrany na kolejną 9-letnia kadencję, którą zakończył 30 września 2023. Był wśród sędziów rozstrzygających w 2016 sprawę Filipiny v. Chiny dot. roszczeń terytorialnych Chin wobec Morza Południowochińskiego.
Wśród wypromowanych przez niego doktorów znalazł się Marceli Burdelski.

## Publikacje
- Okinawa, wyd. MON, Warszawa 1972
- Polityka Stanów Zjednoczonych wobec Chin 1941–1955, wyd. PWN, Warszawa 1973
- Polityka Stanów Zjednoczonych wobec Chin 1956–1978, wyd. PWN, Warszawa 1982
- Polityczne i prawne aspekty międzynarodowego terroryzmu (Sprawy Międzynarodowe, wrzesień 1988)
- The legal aspects of verification, [w:] The International Law of Arms Control and Disarmament, wyd. ONZ New York 1991
- Polityka traktatowa Polski w latach 1990–1993, [w:] Rocznik Polskiej Polityki Zagranicznej 1993–1994, Warszawa 1994
- Wzrost rangi mocarstwowej Japonii, [w:] Nowe role wielkich mocarstw, Warszawa 1996
- Ochrona mniejszości narodowych w Europie, wyd. SCHOLAR, Warszawa 2001
- Międzynarodowa współpraca w walce z terroryzmem, [w:] Publikacje Biura Informacji Rady Europy w Warszawie (Biuletyn nr 1/2002)
- Muslims in Europe: A Muslims Account, [w:] Europe and the Muslim World: The Role of Dialogue, wyd. Institute of Strategic Studies, Islamabad 2004
- Organizacja Narodów Zjednoczonych wobec międzynarodowego terroryzmu, [w:] Organizacja Narodów Zjednoczonych. Bilans i Perspektywy, Warszawa 2006
- Dyplomacja wielostronna-rola i znaczenie, [w:] Stosunki międzynarodowe w XXI wieku (Praca zbiorowa), wyd. SCHOLAR, Warszawa 2006
- The Protection of National Minorities in Eastern Europe, [w:] OSCE and Minorities. Assessment and Prospects, wyd. SCHOLAR, Warszawa 2007

## Odznaczenia
- Order Wschodzącego Słońca III klasy (2021)[9]
- Krzyż Komandorski Orderu Odrodzenia Polski „za wybitne zasługi w działalności publicznej, za osiągnięcia w pracy zawodowej i społecznej” (2005)[10]
- Krzyż Oficerski Orderu Odrodzenia Polski (1985)
- Złoty Krzyż Zasługi (1974)
- Odznaka honorowa „Zasłużony Pracownik Państwowy” (1985)[11]
- Odznaczenia wietnamskie, niemieckie, syryjskie